# Mohamed Lamine Abid
Pour les articles homonymes, voir Abid.
Mohamed Lamine Abid, né le 4 juillet 1991 à Larbatache en Algérie, est un footballeur international algérien évoluant au poste d'avant-centre.

## Biographie
Il reçoit sa première sélection en équipe d'Algérie le 22 mars 2018, en amical contre la Tanzanie (victoire 4-1).
Lors de la saison 2017-2018, il se met en évidence avec le club du CS Constantine, en inscrivant 16 buts en championnat. Cette saison-là, il est l'auteur de trois doublés, sur la pelouse de l'US Biskra, puis lors de la réception de la JS Saoura, et enfin sur la pelouse de la JS Kabylie.
La saison suivante, il participe à la Ligue des champions d'Afrique avec cette équipe (cinq matchs joués). Il dispute notamment les quarts de finale face à l'Espérance sportive de Tunis.

## Statistiques
| Saison                | Club                  | Championnat           | Championnat | Championnat | Coupe(s) nationale(s) | Coupe(s) nationale(s) | Total | Total |
| Saison                | Club                  | Division              | M.          | B.          | M.                    | B.                    | M.    | B.    |
| 2011-2012             | USM El Harrach        | 1                     | 12          | 0           | 4                     | 2                     | 16    | 2     |
| 2012-2013             | USM El Harrach        | 1                     | 15          | 0           | 2                     | 0                     | 17    | 0     |
| 2013-2014             | USM El Harrach        | 1                     | 20          | 7           | 0                     | 0                     | 20    | 7     |
| 2014-2015             | USM El Harrach        | 1                     | 24          | 9           | 0                     | 0                     | 24    | 9     |
| 2015-2016             | MC Alger (prêt)       | 1                     | 19          | 3           | 3                     | 1                     | 22    | 4     |
| 2016-2017             | NA Hussein Dey        | 1                     | 17          | 2           | 2                     | 1                     | 19    | 3     |
| 2017-2018             | CS Constantine        | 1                     | 25          | 16          | 2                     | 0                     | 27    | 16    |
| 2018-2019             | CS Constantine        | 1                     | 19          | 4           | 5                     | 3                     | 24    | 7     |
| 2019-2020             | CS Constantine        | 1                     | 20          | 10          | 2                     | 0                     | 22    | 10    |
| Total sur la carrière | Total sur la carrière | Total sur la carrière | 171         | 51          | 20                    | 7                     | 191   | 58    |

### Matchs internationaux
La liste ci-dessous dénombre les rencontres de l'Équipe d'Algérie de football auxquelles Mohamed Lamine Abid prend part.

## Palmarès
MC Alger
- Coupe d'Algérie de football (1) :
  - Vainqueur :  2016

 CS Constantine
- Championnat d'Algérie (1) :
  - Champion : 2017-18.

 USM El Harach
- Championnat d'Algérie :
  - Vice-champion : 2012-13.

## Distinctions personnelles
- Meilleur buteur du championnat d'Algérie en 2020.
- Deuxième meilleur buteur du championnat d'Algérie en 2018.